# Человек современной анатомии
Человек современной анатомии (англ. Anatomically modern human, AMH, лат. Homo sapiens sapiens), человек современного вида, люди современной анатомии (ЛСА), человек современного типа, человек современного анатомического типа, неоантроп (др.-греч. νέος — новый и ἄνθρωπος — человек) — в палеоантропологии относится к отдельным членам вида Homo sapiens с внешностью, соответствующей совокупности фенотипов современного человека, в противопоставление вымершим видам рода Homo. Появился около 300 000 лет назад на территории Африки, эволюционировав из Гейдельбергского человека (или же Родезийского человека), после чего мигрировал из Африки, постепенно скрещиваясь и заменяя других архаичных людей.

## Характеристика
Это разделение особенно актуально для периодов времени и регионов, в которых люди современной анатомии и архаичные виды и подвиды людей существовали вместе, например, в Европе Каменного века.
К вымершим видам рода Homo относится вид Homo erectus (период существования — от 2 до 0,1 млн лет назад), а также несколько видов, относимых некоторыми авторами к подвидам H. sapiens или H. erectus..
Это обобщённое название людей современного вида, ископаемых (Идалту, Шаньдиндунский человек, человек Люцзян, кроманьонец) и ныне живущих.